# Maciej Rybus
Maciej Rybus (* 19. August 1989 in Łowicz) ist ein polnischer Fußballspieler.

## Karriere
Maciej Rybus erlernte das Fußballspielen bei Pelikan Łowicz und MSP Szamotuły. 2007 wechselte er zu Legia Warschau, wo er erst in der Jugendmannschaft zum Einsatz kam. Am 24. November 2007 debütierte er in der Ekstraklasa und ist seit dem Stammspieler. Am 13. Februar 2012 wurde bekannt, dass Rybus einen Vertrag bis Mitte 2015 beim russischen Erstligisten Terek Grosny unterschrieben hat, der jedoch erst ab dem 24. Februar in Kraft tritt. Somit konnte er noch am ersten Spieltag nach der Winterpause im Spiel gegen Górnik Zabrze im Kader stehen und die zwei Spiele gegen Sporting Lissabon im Sechzehntelfinale der Europa League bestreiten. Zur Saison 2016/17 wechselte er nach Frankreich zu Olympique Lyon. Seit der anschließenden Saison ist er für Lokomotive Moskau tätig. Zur Saison 2022/23 wechselte er zum Stadtrivalen Spartak Moskau.

## Karriere in der Nationalmannschaft

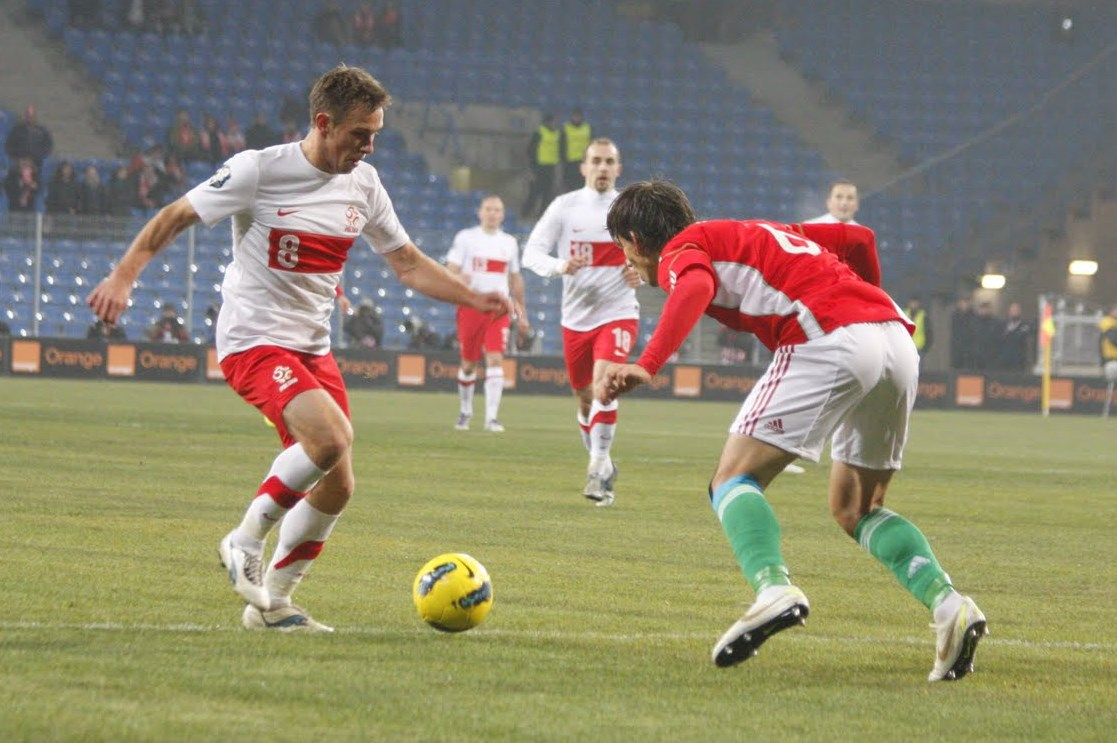
Polen 2:1 Ungarn, (Posen, 15. November 2011)

Am 14. November 2009 feierte Rybus sein Debüt in der polnischen Nationalmannschaft beim 0:1 gegen Rumänien. Am 18. November 2009 erzielte er beim 1:0 gegen Kanada sein erstes Tor.
Bei der Weltmeisterschaft 2018 in Russland gehörte er zum polnischen Aufgebot. Er wurde in zwei Gruppenspielen eingesetzt und schied mit der Mannschaft nach der Gruppenphase aus. Zur Fußball-Europameisterschaft 2021 wurde er in den polnischen Kader berufen, kam aber mit diesem nicht über die Gruppenphase hinaus.
Durch seinen Wechsel zu Spartak Moskau im Sommer 2022 inmitten des russischen Krieges auf die Ukraine wurde er durch den polnischen Fußballverband für die Spiele der Fußball-Weltmeisterschaft 2022 in Katar aus dem Kader aussortiert. Auch in den Spielen zuvor, die seit dem 24. Februar 2022 stattgefunden haben, war er schon nicht mehr berücksichtigt worden.

## Erfolge
- Polnischer Pokalsieger (2007/08, 2010/11 und 2011/12)
- Polnischer Superpokalsieger (2009)
- Russischer Meister: 2018